# Musikfilm
Musikfilm är en typ av film som innehåller låtar av artister eller musikgrupper. Det är oftast inspelat från en konsert.